# Cala
Cala – gmina w Hiszpanii, w prowincji Huelva, w Andaluzji, o powierzchni 83,94 km². W 2011 roku gmina liczyła 1289 mieszkańców.